# Estanciano Esporte Clube
L'Estanciano Esporte Clube, noto anche semplicemente come Estanciano, è una società calcistica brasiliana con sede nella città di Estância, nello stato del Sergipe.

## Storia
Il club è stato fondato il 14 giugno 1956. Ha terminato al secondo posto nel Campeonato Sergipano Série A2 nel 2010, dietro al Socorrense.